# Magnus Andersen
Magnus Andersen (Øksfjord, 28 maggio 1986) è un calciatore norvegese, centrocampista dell'Alta.

## Carriera

### Club
Andersen ha fatto parte della squadra dell'Alta che ha conquistato la promozione nella 1. divisjon nel campionato 2004. Ha debuttato così nella divisione superiore quando è subentrato a Jørn Rikard Hansen nel pareggio per 3-3 contro il Pors Grenland, in data 10 aprile 2005. Andersen ha segnato, nello stesso incontro, la rete del definitivo pareggio. A fine stagione, l'Alta è retrocesso nuovamente nella 2. divisjon, per riconquistare la promozione nel campionato 2007. Andersen è rimasto in squadra per altre tre stagioni.
Il 4 novembre 2010 è stato ufficializzato il suo passaggio al Tromsø, compagine militante nell'Eliteserien. Ha esordito in squadra in data 20 marzo 2011, schierato titolare nella vittoria per 2-0 sull'Haugesund. Il 30 giugno successivo, ha giocato il primo incontro nelle competizioni europee per club, venendo schierato titolare nella vittoria per 0-5 in casa del Daugava, siglando anche una doppietta nell'incontro, valido per il primo turno di qualificazione all'Europa League 2011-2012. Il 17 luglio 2011, ha realizzato la prima rete nella massima divisione norvegese: è andato a segno nella vittoria per 4-1 sul Vålerenga. Il 18 settembre 2012, ha rinnovato il contratto che lo legava al Tromsø per altre tre stagioni.
Al termine del campionato 2013, è retrocesso in 1. divisjon assieme al suo Tromsø. Il 17 ottobre 2014, il suo nome è stato inserito tra i candidati per la vittoria del premio Kniksen per il miglior calciatore della 1. divisjon. Il 26 ottobre successivo, il Tromsø ha fatto ufficialmente ritorno in Eliteserien con la vittoria casalinga per 1-0 contro il Fredrikstad, classificandosi matematicamente al secondo posto con un turno d'anticipo.
L'11 dicembre 2014, Andersen ha rinnovato il contratto che lo legava al Tromsø fino al 2016. L'8 luglio 2016 ha prorogato nuovamente l'accordo con la squadra, legandosi fino al 2020.
Il 4 dicembre 2020 ha firmato un altro accordo con il Tromsø, fino al 31 dicembre 2021.
Il 17 febbraio 2022, libero da vincoli contrattuali, ha fatto ritorno all'Alta.

## Statistiche

### Presenze e reti nei club
Statistiche aggiornate al 17 febbraio 2022.
| Stagione      | Club          | Campionato    | Campionato | Campionato | Coppe nazionali | Coppe nazionali | Coppe nazionali | Coppe continentali | Coppe continentali | Coppe continentali | Supercoppe | Supercoppe | Supercoppe | Totale | Totale |
| Stagione      | Club          | Comp          | Pres       | Reti       | Comp            | Pres            | Reti            | Comp               | Pres               | Reti               | Comp       | Pres       | Reti       | Pres   | Reti   |
| ------------- | ------------- | ------------- | ---------- | ---------- | --------------- | --------------- | --------------- | ------------------ | ------------------ | ------------------ | ---------- | ---------- | ---------- | ------ | ------ |
| 2004          | Alta          | 2D            | 18         | 2          | CN              | ?               | ?               | -                  | -                  | -                  | -          | -          | -          | ?      | ?      |
| 2005          | Alta          | 1D            | 21         | 2          | CN              | ?               | ?               | -                  | -                  | -                  | -          | -          | -          | ?      | ?      |
| 2006          | Alta          | 2D            | ?          | ?          | CN              | ?               | ?               | -                  | -                  | -                  | -          | -          | -          | ?      | ?      |
| 2007          | Alta          | 2D            | ?          | ?          | CN              | ?               | ?               | -                  | -                  | -                  | -          | -          | -          | ?      | ?      |
| 2008          | Alta          | 1D            | 29         | 4          | CN              | ?               | ?               | -                  | -                  | -                  | -          | -          | -          | ?      | ?      |
| 2009          | Alta          | 1D            | 28         | 4          | CN              | ?               | ?               | -                  | -                  | -                  | -          | -          | -          | ?      | ?      |
| 2010          | Alta          | 1D            | 28         | 5          | CN              | ?               | ?               | -                  | -                  | -                  | -          | -          | -          | ?      | ?      |
| 2011          | Tromsø        | ES            | 26         | 5          | CN              | 4               | 1               | UEL                | 4                  | 3                  | -          | -          | -          | 34     | 9      |
| 2012          | Tromsø        | ES            | 30         | 4          | CN              | 6               | 0               | UEL                | 6                  | 0                  | -          | -          | -          | 42     | 4      |
| 2013          | Tromsø        | ES            | 28         | 6          | CN              | 3               | 1               | UEL                | 12                 | 2                  | -          | -          | -          | 43     | 9      |
| 2014          | Tromsø        | 1D            | 30         | 12         | CN              | 1               | 0               | UEL                | 4                  | 3                  | -          | -          | -          | 35     | 15     |
| 2015          | Tromsø        | ES            | 30         | 7          | CN              | 2               | 0               | -                  | -                  | -                  | -          | -          | -          | 32     | 7      |
| 2016          | Tromsø        | ES            | 28         | 2          | CN              | 5               | 1               | -                  | -                  | -                  | -          | -          | -          | 33     | 3      |
| 2017          | Tromsø        | ES            | 16         | 0          | CN              | 3               | 0               | -                  | -                  | -                  | -          | -          | -          | 19     | 0      |
| 2018          | Tromsø        | ES            | 9          | 1          | CN              | 3               | 0               | -                  | -                  | -                  | -          | -          | -          | 12     | 1      |
| 2019          | Tromsø        | ES            | 24         | 4          | CN              | 2               | 0               | -                  | -                  | -                  | -          | -          | -          | 26     | 4      |
| 2020          | Tromsø        | 1D            | 22         | 2          | -               | -               | -               | -                  | -                  | -                  | -          | -          | -          | 22     | 2      |
| 2021          | Tromsø        | ES            | 7          | 0          | CN              | 1               | 0               | -                  | -                  | -                  | -          | -          | -          | 8      | 0      |
| Totale Tromsø | Totale Tromsø | Totale Tromsø | 250        | 43         |                 | 30              | 3               |                    | 26                 | 8                  |            | -          | -          | 306    | 54     |
| 2022          | Alta          | 2D            | 0          | 0          | CN              | 0               | 0               | -                  | -                  | -                  | -          | -          | -          | 0      | 0      |
| Totale Alta   | Totale Alta   | Totale Alta   | ?          | ?          |                 | ?               | ?               |                    | -                  | -                  |            | -          | -          | ?      | ?      |
| Totale        | Totale        | Totale        | ?          | ?          |                 | ?               | ?               |                    | 26                 | 8                  |            | -          | -          | ?      | ?      |